# Hexatoma testacea
Hexatoma testacea är en tvåvingeart som först beskrevs av Enrico Adelelmo Brunetti 1912.  Hexatoma testacea ingår i släktet Hexatoma och familjen småharkrankar. Inga underarter finns listade i Catalogue of Life.